# Deltote atrivitta
Deltote atrivitta is een vlinder uit de familie van de uilen (Noctuidae). De wetenschappelijke naam van deze soort is voor het eerst voorgesteld als Eustrotia atrivitta door George Francis Hampson in een publicatie uit 1914.
De soort komt voor in Kenia.